# 閃輝暗点

閃輝暗点

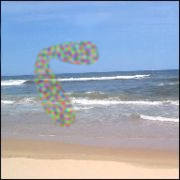
閃輝暗点

閃輝暗点、スパイラルの形をしている。

閃輝暗点（せんきあんてん）とは、片頭痛の前兆現象として現れることが多い一過性の視覚の異常である。英語ではScintillating scotomaと呼ばれ、単に「片頭痛の前兆」を意味する「Migraine aura」（マイグレイン・オーラ）とも言う。芥川龍之介の小説『歯車』のなかで、龍之介が激しい頭痛と共に目にしたと記述している「歯車」はこの閃輝暗点とも言われている。

## 症状
「国際頭痛分類第3版」（ICHD-3）では、「固視点付近にジグザグ形が現れ、右または左方向に徐々に拡大し、角張った閃光で縁取られた側部凸形を呈し、その結果、絶対暗点あるいは種々の程度の相対暗点を残す。また、陽性現象を伴わない暗点が生じる場合もある。陽性現象を伴わない暗点はしばしば急性発症型として認められるが、詳細な観察によると徐々に拡大するのが通例である。」と定義されている。
典型的なパターンとしては、ジグザグ形のような幾何学模様が稲妻のようにチカチカしながら広がっていき（陽性兆候）、これを追うようにして見えにくい部分が広がっていく（陰性兆候）。これらの視覚的症状は徐々に進行し、通常1時間以内には収束する。この症状は目を閉じていても起きる。
症状が治まった後、引き続いて片頭痛が始まる場合が多い。ただし、特に40歳以降になると頭痛を伴わずに前兆のみが認められることがある。

## 原因
閃輝暗点は、古くは脳血管の収縮による脳虚血症状であると解釈されていたが、現在では脳の大脳皮質拡延性抑制（cortical spreading depression, CSD）と関連しているとみられている。CSDは、大脳皮質ニューロンの過剰興奮に引き続いて起こる電気活動抑制状態が、波のように大脳皮質内を2～5mm/分の速度で伝播する現象である。
1941年に、心理学者のカール・ラシュレーが自らの閃輝暗点を分析し、視野中の閃輝暗点移動速度が後頭葉視覚野で約3 mm/分であると推測し、1958年にはピーター・ミルナーが、CSDの伝播速度と片頭痛の前兆の広がり速度が類似していることから、CSDが前兆の原因ではないかと報告した。2001年に発表された論文ではこの仮説がfMRIを用いて検証され、閃輝暗点にCSDが関連していることが強く示唆された。

## 治療
片頭痛の前兆としての閃輝暗点は、一過性のものであり、1時間程度で収まる。
しかし、一過性脳虚血発作、脳梗塞、脳動静脈奇形、脳腫瘍、クモ膜下出血やてんかんの症状として閃輝暗点が現れることもあり、鑑別を行うことが重要である。特に40歳以上の初発事例で、陰性症状（暗点）のみであったり、突然短時間起こったりした場合などに注意が必要とされる。そのような場合、CTやMRIによる診断が検討される。